# Right to Die (Masters of Horror)
"Right to Die" és el novè episodi de la segona temporada de Masters of Horror dirigit per Rob Schmidt.

## Argument
Cliff Addison (Martin Donovan) i la seva dona, Abby (Julia Benson), tenen un accident de trànsit. Se'n va il·lès, però ella es queda en coma amb la pell cremada. A Cliff li diuen que hi ha un mètode de cirurgia que li permetrà viure, però sense parlar ni tenir capacitat per cuidar-se. Cliff consulta amb el seu advocat, Ira, que el convenç perquè deixi morir la seva dona. Li revela a Ira que va tenir una aventura.
Cliff recorda un cas en què la seva dona va trobar el seu telèfon mòbil amb un vídeo de la seva amant, Trish (Robin Sydney), despullant-se mentre gemegava el seu nom. Poc després, Cliff al·lucina que s'està banyant amb la seva dona i ells fan l'amor mentre se li crema la pell. Mentre entra en pànic, es demostra que la seva dona havia mort però va ser reanimada, i que té una marca de cremada en forma de mà a l'esquena. Cliff es troba amb Trish, i es revela que l'Abby l'havia fet fora i només va dormir amb Cliff per llàstima. Cliff visita l'Abby i intenta besar-la. Els seus ulls s'obren i es posa en encefalograma pla. Cliff s'assabenta aleshores que feia dues nits que estava així, però que la van reanimar.
El fantasma d'Abby mata brutalment l'advocat de Cliff. Cliff torna a casa per veure Trish borratxa i tenen sexe. Al llit, Cliff li diu a la Trish que en quatre hores, sense el trasplantament de pell, l'Abby morirà, igual que ell. Sona el telèfon d'en Cliff, mostrant que està rebent fotos seductores de Trish, però veu la figura sense pell de l'Abby que s'apropa per darrere d'ella. Trish crida, fent que Cliff s'acosti cap a ella i la consola. Aleshores li trenca una ampolla al cap. A continuació, veiem una Trish nua lligada a la cadira del dentista, preparada per Cliff perquè la transfereixi la pell a l'Abby. Li informa que lamenta que hagi d'estar viva per al procediment, però la pell ha d'estar fresca. En el seu estat fortament drogada, no sent dolor.
Cliff pensa en la conducció abans de l'accident. Abby va revelar que estava embarassada. Aparentment, Cliff estava molt content, però l'Abby va dir que el deixaria a causa de la aventura i que mai no el deixaria veure el nadó. A causa de la seva discussió, Cliff havia desviat els ulls de la carretera, cosa que va provocar el seu xoc. Es torna a reproduir l'escena inicial, però es demostra que Cliff va prendre la decisió conscient de no trucar al 911. Ella es va disculpar per ser dura amb ell, però ell va incendiar el cotxe a propòsit. Gairebé immediatament, es va penedir de la seva decisió mentre ella cridava d'agonia.
Tornant al present, Cliff arriba a l'hospital amb la pell, però descobreix que l'Abby ja ha mort. Llença els trossos del cos de la Trish, després se'n va a casa i és rebut a la porta per l'esperit d'Abby, de manera que finalment es troba amb la seva perdició i l'ànima d'aquesta és enterrada.

## Repartiment
- Martin Donovan - Cliff
- Julia Anderson - Abby
- Robin Sydney - Trish
- Anna Galvin - Dra Loring
- Corbin Bernsen - Ira